# Lahu (Rakke)
Lahu – wieś w Estonii, w prowincji Virumaa Zachodnia, w gminie Rakke.